# Ver d'oreille
 (octobre 2024).
Le contenu est difficilement compréhensible vu les erreurs de traduction, qui sont peut-être dues à l'utilisation d'un logiciel de traduction automatique.
Un air obsédant ou ver d'oreille (traduction littérale de l'allemand Ohrwurm), en anglais earworm ou musical itch (démangeaison musicale) est un thème musical, une mélodie ou une suite de notes dont le souvenir est mentalement persistant, répétitif et difficile à réprimer. Ce phénomène est susceptible de toucher 97 à 99 % de la population, les femmes et les musiciens étant les plus concernés.
Le phénomène fait l’objet de recherches en imagerie cérébrale, en musicologie cognitive, neurosciences et études computationnelles de l'esprit aux États-Unis.

## Incidence et causes
La chercheuse Vicky Williamson de Goldsmiths, University of London, trouve dans une étude non contrôlée que les vers d'oreille sont corrélés à l'exposition à la musique, mais peuvent également être déclenchés par des expériences qui évoquent le souvenir d'une chanson (mémoire involontaire), telles que voir un mot qui rappelle une chanson, entendre quelques notes de la chanson, ou ressentir une émotion associée à la chanson. La liste des chansons recueillies dans l'étude ne montre aucun schéma particulier, à part leur popularité.
Selon des recherches menées par James Kellaris, 98 % des individus subissent des phénomènes de vers d'oreille. Les femmes et les hommes vivent ce phénomène aussi souvent, mais les vers d'oreille ont tendance à durer plus longtemps chez les femmes et à les irriter davantage. Kellaris produit des statistiques suggérant que les chansons avec des paroles peuvent représenter 73,7 % des vers d'oreille, tandis que la musique instrumentale ne causerait que 7,7 % des cas.
En 2010, des données publiées dans le British Journal of Psychology abordent directement le sujet, et les résultats confirment des affirmations antérieures selon lesquelles les vers d'oreille durent généralement entre 15 et 30 secondes et sont plus fréquents chez ceux qui ont un intérêt pour la musique.
Les vers d'oreille peuvent survenir avec de la musique « positive » ou « négative ». La musique positive, dans ce cas, correspond à une musique qui semble joyeuse et/ou calme, tandis que la musique négative est l'opposée, paraissant en colère ou triste. Les earworms ne se limitent pas à la musique avec des paroles ; dans une expérience menée par Ella Moeck et ses collègues pour déterminer si le sentiment positif ou négatif de la musique influençait les vers d'oreille provoqués, seule de la musique instrumentale a été utilisée. Son expérience a démontré que tous les participants ont connu une quantité similaire de vers d'oreille, bien que la qualité de ceux-ci varie. Les vers d'oreille nés de la musique à valence négative entraînaient plus de détresse et survenaient moins fréquemment que ceux provenant de la musique à valence positive.

## Solutions
Les scientifiques de Western Washington University découvrent que s'engager dans des tâches sollicitant la mémoire de travail et modérément difficiles, telles que des anagrammes, des puzzles ou la lecture, est un moyen efficace pour arrêter les vers d'oreille et réduire leur récurrence. Une autre publication souligne que la musique mélodique a tendance à démontrer un rythme répétitif qui peut entraîner une répétition sans fin, à moins qu'un climax ne soit atteint pour briser le cycle.
Des recherches rapportées en 2015 par l'École de Psychologie et des Sciences du Langage Clinique de l'University of Reading montrent que mâcher du chewing-gum pourrait aider en bloquant de manière similaire la composante de répétition sous-vocale de la mémoire auditive à court terme, ou « mémoire de travail », associée à la génération et à la manipulation d'images auditives et musicales. Il est également suggéré de se demander pourquoi l'on vit cette chanson en particulier. Une autre solution consiste à trouver une « chanson remède » pour arrêter la musique répétitive,.
Il existe également des « chansons remèdes » ou « airs remèdes » pour chasser un ver d'oreille. God Save the King est cité comme un choix très populaire et utile. Happy Birthday est également un choix populaire de chanson remède.
Les chansons peuvent devenir moins susceptibles de provoquer un ver d'oreille à mesure que leur effet excitant diminue en raison de la répétition excessive.
Écouter l'air à un tempo différent/plus bas, à une tonalité plus basse, ou une version remixée si elle existe, peut être un antidote. Écouter l'air du début à la fin peut également aider. Comme les vers d'oreille sont généralement seulement un fragment de musique, jouer l'air en entier peut aider à briser la boucle.

## Cas notables
Jean Harris, qui assassine Herman Tarnower, est obsédée par la chanson Put the Blame on Mame d'Allan Roberts et Doris Fisher, qu'elle entend pour la première fois dans le film Gilda (1946). Elle se la rappelle régulièrement pendant plus de 33 ans et peut tenir une conversation tout en la jouant dans son esprit.

## Culture populaire
L'histoire A Literary Nightmare (aussi connue sous le nom de Punch, Brothers, Punch) de Mark Twain de 1876 traite d'un jingle dont on ne peut se débarrasser qu'en le transférant à une autre personne.
En 1943, Henry Kuttner publie la nouvelle Nothing but Gingerbread Left à propos d'une chanson conçue pour nuire à l'effort de guerre nazi, culminant avec Adolf Hitler incapable de continuer un discours.
Dans le roman The Demolished Man de Alfred Bester publié en 1953, le protagoniste utilise un jingle spécifiquement conçu pour être accrocheur et irritant comme outil pour bloquer les télépathes de lire ses pensées.
Dans la nouvelle de science-fiction de Arthur C. Clarke The Ultimate Melody de 1957, un scientifique, Gilbert Lister, développe la mélodie ultime – une mélodie qui, tellement elle est captivante, envoûte complètement et définitivement celui qui l'écoute. Comme l'explique le narrateur, Harry Purvis, Lister théorise qu'une grande mélodie « impressionne l'esprit parce qu'elle s'accorde aux rythmes électriques fondamentaux qui se produisent dans le cerveau ». Lister tente d'abstraire des succès de l'époque une mélodie qui s'intègre si bien aux rythmes électriques qu'elle les domine complètement. Il réussit et est retrouvé dans un état catatonique dont il ne se réveille jamais.
Dans la nouvelle Rump-Titty-Titty-Tum-TAH-Tee (1959), nommée au Prix Hugo, de Fritz Leiber, le titre décrit un rythme de tambour si puissant qu'il se répand rapidement dans tous les aspects de la culture humaine, jusqu'à ce qu'un contre-rythme soit développé comme antidote.
Dans le livre de Joe Simpson (alpiniste) Touching the Void (1988), il parle de ne pas pouvoir se débarrasser du morceau Brown Girl in the Ring de Boney M qu'il a dans la tête. Le livre raconte sa survie contre toute attente après un accident d'alpinisme dans la région éloignée de Siula Grande, en Amérique du Sud. Seul, gravement blessé, et dans un état semi-délirant, il est confus quant à savoir s'il imagine la musique ou s'il l'entend réellement.
Dans l'épisode de Dexter's Laboratory intitulé Head Band, un groupe contagieux de virus force leur hôte à chanter ce qu'ils disent sur le même air de « boy band ». La seule façon de guérir du Boy Band Virus est que les virus se séparent et commencent leur carrière solo.
Dans l'épisode de Bob l'éponge carrée intitulé Earworm, SpongeBob attrape la chanson Musical Doodle dans sa tête, lui donnant un vers d'oreille, qui se révèle finalement être un véritable ver, retiré par ses amis en chantant ou en jouant d'autres chansons.
Dans The Lego Movie 2: The Second Part, dans une scène où la plupart des personnages du film sont soumis à la chanson Catchy Song, tous dansent sauf Lucy, tandis que les habitants de Harmony Town la chantent à Emmet et Rex. Lucy/Wildstyle évite d'être « lavée du cerveau » par la chanson en cassant l'un des haut-parleurs et en utilisant certaines de ses pièces pour se fabriquer des écouteurs avant de s'échapper par les conduits d'aération.
La nouvelle satirique The Supremacy of Uruguay de E. B. White raconte un épisode fictif de l'histoire de l'Uruguay où un ver d'oreille puissant est découvert dans une chanson populaire américaine. L'armée uruguayenne construit une escadrille d'avions sans pilote équipés de phonographes jouant un enregistrement amplifié du ver d'oreille, et conquiert le monde entier en réduisant les citoyens de toutes les nations à la folie insensée.
En 2014, le musicien Emperor X écrit une chanson volontairement accrocheuse intitulée 10,000-Year Earworm to Discourage Settlement Near Nuclear Waste Repositories (Don't Change Color, Kitty) en référence à l'idée du ray cat en sémiotique nucléaire, dans le but d'intégrer un message d'avertissement dans le folklore, qui serait encore retenu dans 10 000 ans.

## Caractéristiques clés
Selon des recherches menées en 2016 par Kelly Jakubowski et ses collègues, publiées par l'American Psychological Association, certaines caractéristiques rendent les chansons plus susceptibles de devenir des earworms. Les earworms ont généralement un tempo rapide et une mélodie facile à mémoriser. Cependant, ils ont également tendance à comporter des intervalles ou des répétitions inhabituels qui les font se démarquer des autres chansons. Les earworms sont aussi souvent plus diffusés à la radio que d'autres chansons et se retrouvent généralement en tête des classements. Le refrain d'une chanson est l'une des causes les plus souvent signalées d'earworms.
Les earworms les plus fréquemment nommés dans cette étude étaient les suivants :
1. Bad Romance de Lady Gaga
2. Can't Get You Out of My Head de Kylie Minogue
3. Don't Stop Believin' de Journey
4. Somebody That I Used to Know de Gotye
5. Moves like Jagger de Maroon 5
6. California Gurls de Katy Perry
7. Bohemian Rhapsody de Queen
8. Alejandro de Lady Gaga
9. Poker Face de Lady Gaga

## Traits de susceptibilité
Kazumasa Negishi et Takahiro Sekiguchi ont mené une étude pour voir s'il existe des traits spécifiques qui rendent une personne plus ou moins susceptible aux earworms ou à l'imagerie musicale involontaire. Les participants de l'étude ont été évalués sur des tendances obsessionnelles-compulsives, les cinq grands traits de personnalité, et l'expertise musicale. Negishi et Sekiguchi ont constaté que certains traits obsessionnels-compulsifs, comme les pensées intrusives, jouaient un rôle dans l'expérience des earworms, tandis que le lavage compulsif n'avait aucun impact. En termes de traits de personnalité des Big Five, la névrose prédisait significativement la survenue des earworms. L'expertise musicale créait un effet de sophistication en ce qui concerne la fréquence des earworms.

## Outils utilisés pour la collecte de données
Un outil utilisé pour collecter des données sur l'imagerie musicale involontaire (INMI) — et, plus spécifiquement, les earworms — est appelé l'Échelle d'imagerie musicale involontaire (IMIS) ; il a été créé à partir des recherches compilées par George Floridou, Victoria Williamson, et Danial Müllensiefen. Il utilise quatre facteurs pour mesurer différentes expériences entourant les earworms et l'INMI en général. Ces quatre facteurs incluent la « valence négative », le « mouvement », les « réflexions personnelles », et l'« aide ». La Valence négative est la catégorie qui mesure la réponse subjective à l'expérience d'INMI. Le Mouvement est un aspect relativement nouveau à appliquer à l'INMI, il correspond essentiellement à l'expérience INMI accompagnée de réponses corporelles, telles que chanter, fredonner et danser. Les Réflexions personnelles désignent la survenue d'une qualité personnelle, comme des pensées non liées, associées à l'INMI ; celles-ci ne sont pas directement liées à la valence de l'INMI elle-même. L'Aide est la catégorie qui détermine les aspects bénéfiques et constructifs des expériences d'INMI, qui pourraient potentiellement refléter des similitudes avec les caractéristiques de l'écoute musicale non ciblée et des pensées non liées à la tâche.

## Lecture complémentaire
- Elizabeth Hellmuth Margulis, On Repeat: How Music Plays the Mind, Oxford University Press, 2013 (ISBN 978-0199990825)
- Vadim Prokhorov, « Can't get it out of my head », The Guardian,‎ 22 juin 2006